# Rajd Krakowski 1996
Rajd Krakowski 1996 – 21. edycja Rajdu Krakowskiego. Był to rajd samochodowy rozgrywany od 25 do 27 kwietnia 1996 roku. Była to druga runda Rajdowych Samochodowych Mistrzostw Polski w roku 1996 oraz trzydziesta siódma runda Rajdowych Mistrzostw Europy w roku 1996. Rajd składał się z dwudziestu trzech odcinków specjalnych.

## Wyniki końcowe rajdu[1]
| Miejsce | Kierowca            | Pilot              | Samochód                    | Czas    | Strata | Grupa Klasa |
| ------- | ------------------- | ------------------ | --------------------------- | ------- | ------ | ----------- |
| 1       | Krzysztof Hołowczyc | Maciej Wisławski   | Toyota Celica Turbo 4WD     | 1:56:33 | –      | A8          |
| 2       | Robert Gryczyński   | Tadeusz Burkacki   | Toyota Celica Turbo 4WD     | 1:59:53 | +3:20  | A8          |
| 3       | Piotr Świeboda      | Andrzej Górski     | Mitsubishi Lancer Evo III   | 2:04:03 | +7:30  | N4          |
| 4       | Wiesław Stec        | Maciej Maciejewski | Mitsubishi Lancer Evo III   | 2:04:08 | +7:35  | N4          |
| 5       | Waldemar Doskocz    | Aleksander Dragon  | Renault Clio Maxi           | 2:05:10 | +8:37  | A7          |
| 6       | Zenon Sawicki       | Marek Skrobot      | Ford Escort RS Cosworth     | 2:11:10 | +14:37 | N4          |
| 7       | Igor Suško          | Michal Koči        | Ford Escort RS Cosworth     | 2:15:51 | +19:18 | N4          |
| 8       | Bedřich Habermann   | Emil Horniaček     | Škoda Felicia Kit Car       | 2:16:06 | +19:33 | A7          |
| 9       | Tomasz Mikołajczyk  | Marek Leśniak      | Ford Sierra RS Cosworth 4x4 | 2:16:24 | +19:51 | A8          |
| 10      | Robert Kępka        | Michał Rej         | Ford Escort RS Cosworth     | 2:17:00 | +20:27 | N4          |
| 11      | Jarosław Pineles    | Maciej Wodniak     | Opel Astra GSi 16V          | 2:20:26 | +23:53 | N4          |
| 12      | Juliusz Palonka     | Stanisław Bazan    | Subaru Legacy 4WD Turbo     | 2:21:10 | +24:37 | N4          |

1. 1 2  Nieliczony w klasyfikacji RSMP